# Quentin Delapierre
Pour les articles homonymes, voir Delapierre.
Quentin Delapierre, né le 17 juillet 1992 à Vannes, est un skipper français.

## Biographie
Quentin Delapierre est le fils de Jean-Philippe Delapierre.
Il remporte à deux reprises le Tour de France à la voile (2016 et 2018).
Il est médaillé d'argent avec Manon Audinet aux Championnats d'Europe de Nacra 17 en 2020 sur le lac Attersee.
Il participe avec Manon Audinet aux Jeux olympiques d'été de Tokyo en 2021, terminant 8e sur 20 de l'épreuve mixte de Nacra 17. La même année, il barre un F50, un catamaran capable de dépasser les 50 nœuds.
En août 2023, il s'entraîne à bord de du monocoque AC40 en étant un des deux barreurs du défi français Orient Express Racing Team pour les régates préliminaires à la 37e Coupe de l'America.